# Lucius Iulius Marinus
Lucius Iulius Marinus war ein im 1. Jahrhundert n. Chr. lebender römischer Politiker.
Durch eine Inschrift ist belegt, dass Marinus Statthalter (Proconsul) in der Provinz Bithynia et Pontus war; er amtierte vermutlich im Amtsjahr 89/90, in der Provinz.
Ob er in einem unvollständig erhaltenen Militärdiplom, das auf den Januar 97 datiert ist, als Statthalter in einer unbestimmten Provinz aufgeführt ist, ist unsicher. Falls dies zutrifft, dann hätte er zuvor, vermutlich im Jahr 93, einen Suffektkonsulat erreicht.
Die Inschrift stellt die Laufbahn des Sohnes von Marinus, Lucius Iulius Marinus Caecilius Simplex, dar. Aus ihr geht hervor, dass der Sohn während der Statthalterschaft des Vaters Legatus pro praetore in der Provinz war (legato pro praetore provinciae Ponti et Bithyniae proconsulatu patris sui). Aufgrund des Namens seines Sohnes wird vermutet, dass Marinus mit einer Tochter von Gnaeus Caecilius Simplex verheiratet war.